# Lijst van zoogdieren in Papoea-Nieuw-Guinea
Dit is een lijst van zoogdieren die voorkomen in Papoea-Nieuw-Guinea. Afwijkingen van de voornaamste bron, de derde editie van Mammal Species of the World uit 2005, zijn door middel van voetnoten aangegeven.

## OrdeRoofbuideldieren(Dasyuromorphia)

### FamilieEchte roofbuideldieren(Dasyuridae)
- Nieuw-Guinese gevlekte buidelmarter (Dasyurus albopunctatus)
- Dasyurus spartacus
- Micromurexia habbema
- Murexechinus melanurus
- Murexia longicaudata
- Myoictis leucura[1]
- Noordelijke gestreepte buidelmarter (Myoictis melas)
- Myoictis wallacei
- Myoictis wavicus[1]
- Lorentzbuidelmuis (Neophascogale lorentzi)
- Paramurexia rothschildi
- Phascolosorex dorsalis
- Phascomurexia naso
- Planigale novaeguineae
- Sminthopsis archeri
- Sminthopsis virginiae

## OrdeBuideldassen(Peramelidae)

### FamilieEchte buideldassen(Peramelidae)
- Clarabuideldas (Echymipera clara)
- Echymipera davidi
- Echymipera echinista
- Kortstaartbuideldas (Echymipera kalubu)
- Echymipera rufescens
- Grote kortneusbuideldas (Isoodon macrourus)
- Langstaartbuideldas (Microperoryctes longicauda)
- Microperoryctes ornata[2]
- Microperoryctes papuensis
- Peroryctes broadbenti
- Grote buideldas (Peroryctes raffrayana)

## OrdeKlimbuideldieren(Diprotodontia)

### FamilieDwergbuidelmuizen(Burramyidae)
- Papoeabuidelslaapmuis (Cercartetus caudatus)

### FamilieKoeskoezen(Phalangeridae)
- Bergkoeskoes (Phalanger carmelitae)
- Grondkoeskoes (Phalanger gymnotis)
- Phalanger intercastellanus
- Phalanger lullulae
- Phalanger matanim
- Phalanger mimicus
- Witte koeskoes (Phalanger orientalis)
- Phalanger sericeus
- Phalanger vestitus
- Spilocuscus kraemeri
- Gevlekte koeskoes (Spilocuscus maculatus)
- Spilocuscus rufoniger

### FamilieBuideleekhoorns(Petauridae)
- Dactylopsila megalura
- Kleine buideleekhoorn (Dactylopsila palpator)
- Dactylopsila tatei
- Gestreepte buideleekhoorn (Dactylopsila trivirgata)
- Petaurus abidi
- Suikereekhoorn (Petaurus breviceps)

### FamilieKleine koeskoezen(Pseudocheiridae)
- Pseudochirops albertisii
- Pseudochirops corinnae
- Pseudochirops cupreus
- Pseudochirulus canescens
- Pseudochirulus forbesi
- Pseudochirulus larvatus
- Pseudochirulus mayeri

### FamilieVliegende buidelmuizen(Acrobatidae)
- Vederstaartbuidelmuis (Distoechurus pennatus)

### FamilieKangoeroes(Macropodidae)
- Doriaboomkangoeroe (Dendrolagus dorianus)
- Goodfellowboomkangoeroe (Dendrolagus goodfellowi)
- Grijze boomkangoeroe (Dendrolagus inustus)
- Matschieboomkangoeroe (Dendrolagus matschiei)
- Goudmantelboomkangoeroe (Dendrolagus pulcherrimus)
- Dendrolagus scottae
- Dendrolagus spadix
- Dendrolagus stellarum
- Goodenoughwallaby (Dorcopsis atrata)
- Hagenwallaby (Dorcopsis hageni)
- Dorcopsis luctuosa
- Macleaywallaby (Dorcopsulus macleayi)
- Dorcopsulus vanheurni
- Zandwallaby (Notamacropus agilis)
- Thylogale browni
- De-Bruijnpademelon (Thylogale brunii)
- Thylogale calabyi
- Thylogale lanatus

## OrdeZeekoeien(Sirenia)

### FamilieDoejongs(Dugongidae)
- Doejong (Dugong dugon)

## OrdeVleermuizen(Chiroptera)

### FamilieGrote vleermuizen(Pteropodidae)
- Bulmers roezet (Aproteles bulmerae)
- Dobsonia anderseni
- Dobsonia inermis
- Dobsonia magna
- Dobsonia minor
- Dobsonia pannietensis
- Dobsonia praedatrix
- Kleine langtongvleerhond (Macroglossus minimus)
- Melonycteris melanops
- Melonycteris woodfordi
- Nyctimene aello
- Nyctimene albiventer
- Groothoofdbuisneusvleerhond (Nyctimene cephalotes)
- Nyctimene certans
- Nyctimene cyclotis
- Nyctimene draconilla
- Grote buisneusvleerhond (Nyctimene major)
- Nyctimene masalai
- Nyctimene vizcaccia
- Kleine buisneusvleerhond (Paranyctimene raptor)
- Paranyctimene tenax
- Bougainvilleapenkopvleermuis (Pteralopex anceps)
- Pteralopex flanneryi[3]
- Pteropus admiralitatum
- Pteropus alecto
- Halstervleerhond (Pteropus capistratus)
- Pteropus conspicillatus
- Pteropus gilliardorum
- Pteropus hypomelanus
- Pteropus macrotis
- Pteropus mahaganus
- Pteropus neohibernicus
- Pteropus rayneri
- Pteropus scapulatus
- Tongavleerhond (Pteropus tonganus)
- Rousettus amplexicaudatus
- Syconycteris australis
- Syconycteris hobbit

### FamilieHoefijzerneusvleermuizen(Rhinolophidae)
- Rhinolophus arcuatus
- Rhinolophus euryotis
- Rhinolophus megaphyllus
- Rhinolophus philippinensis

### FamilieBladneusvleermuizen van de Oude Wereld(Hipposideridae)
- Bloemneusvleermuis (Anthops ornatus)
- Aselliscus tricuspidatus
- Hipposideros ater
- Hipposideros calcaratus
- Hipposideros cervinus
- Hipposideros corynophyllus
- Hipposideros diadema
- Hipposideros dinops
- Hipposideros edwardshilli
- Hipposideros maggietaylorae
- Hipposideros muscinus
- Hipposideros semoni
- Hipposideros wollastoni

### FamilieSchedestaartvleermuizen(Emballonuridae)
- Emballonura beccarii
- Emballonura dianae
- Emballonura furax
- Emballonura raffrayana
- Emballonura serii
- Mosia nigrescens
- Saccolaimus flaviventris
- Saccolaimus peli
- Saccolaimus saccolaimus
- Taphozous australis

### FamilieBulvleermuizen(Molossidae)
- Chaerephon jobensis
- Mormopterus beccarii
- Mormopterus loriae
- Otomops papuensis
- Otomops secundus
- Tadarida kuboriensis

### FamilieGladneusvleermuizen(Vespertilionidae)
- Chalinolobus nigrogriseus
- Kerivoula agnella
- Kerivoula muscina
- Kerivoula myrella
- Miniopterus australis
- Miniopterus macrocneme
- Miniopterus magnater
- Miniopterus medius
- Langvleugelvleermuis (Miniopterus schreibersii)
- Miniopterus tristis
- Murina florium
- Myotis moluccarum
- Nyctophilus bifax
- Nyctophilus microdon
- Nyctophilus microtis
- Nyctophilus timoriensis
- Nieuw-Guinese grootoorvleermuis (Pharotis imogene)
- Philetor brachypterus
- Phoniscus papuensis
- Pipistrellus angulatus
- Pipistrellus collinus
- Pipistrellus papuanus
- Pipistrellus wattsi
- Scotorepens sanborni

## OrdeRoofdieren(Carnivora)

### FamilieKatachtigen(Felidae)
- Huiskat (Felis catus) (geïntroduceerd)

### FamilieHondachtigen(Canidae)
- Wolf (Canis lupus) (geïntroduceerd)

## OrdeEvenhoevigen(Artiodactyla)

### FamilieVarkens(Suidae)
- Wild zwijn (Sus scrofa vittatus x Sus celebensis) (geïntroduceerd)

### FamilieHerten(Cervidae)
- Axishert (Axis axis) (geïntroduceerd)
- Javaans hert (Cervus timorensis) (geïntroduceerd)
- Damhert (Dama dama) (geïntroduceerd; mogelijk uitgestorven)

## OrdeWalvissen(Cetacea)

### FamilieVinvissen(Balaenopteridae)
- Dwergvinvis (Balaenoptera acutorostrata)
- Edens vinvis (Balaenoptera edeni)
- Blauwe vinvis (Balaenoptera musculus)
- Gewone vinvis (Balaenoptera physalus)
- Bultrug (Megaptera novaeangliae)

### FamiliePotvissen(Physeteridae)
- Dwergpotvis (Kogia breviceps)
- Kleinste potvis (Kogia sima)
- Potvis (Physeter catodon)

### FamilieSpitssnuitdolfijnen(Ziphiidae)
- Zuidelijke butskop (Hyperoodon planifrons)
- Longmanspitssnuitdolfijn (Indopacetus pacificus)
- Spitssnuitdolfijn van Blainville (Mesoplodon densirostris)
- Dolfijn van Cuvier (Ziphius cavirostris)

### FamilieDolfijnen(Delphinidae)
- Kaapse dolfijn (Delphinus capensis)
- Gewone dolfijn (Delphinus delphis)
- Dwerggriend (Feresa attenuata)
- Indische griend (Globicephala macrorhynchus)
- Gramper (Grampus griseus)
- Sarawakdolfijn (Lagenodelphis hosei)
- Orcaella heinsohni[4]
- Orka (Orcinus orca)
- Chinese witte dolfijn (Sousa chinensis)
- Slanke dolfijn (Stenella attenuata)
- Gestreepte dolfijn (Stenella coeruleoalba)
- Langsnuitdolfijn (Stenella longirostris)
- Snaveldolfijn (Steno bredanensis)
- Tuimelaar (Tursiops truncatus)

## OrdeKnaagdieren(Rodentia)

### FamilieMuridae
- Abeomelomys sevia
- Anisomys imitator
- Baiyankamys shawmayeri[5]
- Chiruromys forbesi
- Chiruromys lamia
- Chiruromys vates
- Coccymys ruemmleri
- Conilurus penicillatus
- Australische beverrat (Hydromys chrysogaster)
- Beverrat van Nieuw-Brittannië (Hydromys neobritannicus)
- Hydromys ziegleri[5]
- Hyomys dammermani
- Hyomys goliath
- Grootpootwaterrat (Leptomys elegans)
- Leptomys ernstmayri
- Flywaterrat (Leptomys signatus)
- Lorentzimys nouhuysi
- Macruromys major
- Mallomys aroaensis
- Mallomys istapantap
- Gladstaartreuzenrat (Mallomys rothschildi)
- Mammelomys lanosus
- Mammelomys rattoides
- Melomys arcium
- Melomys bougainville
- Melomys burtoni
- Melomys dollmani
- Melomys leucogaster
- Melomys lutillus
- Melomys matambuai
- Melomys rufescens
- Melomys spechti
- Microhydromys musseri
- Microhydromys richardsoni
- Huismuis (Mus musculus) (geïntroduceerd)
- Parahydromys asper
- Paraleptomys rufilatus
- Paraleptomys wilhelmina
- Paramelomys gressitti
- Paramelomys levipes
- Paramelomys mollis
- Paramelomys moncktoni
- Paramelomys platyops
- Paramelomys rubex
- Laaglandborstelmuis (Pogonomelomys bruijni)
- Pogonomelomys mayeri
- Pogonomys championi
- Pogonomys fergussoniensis
- Pogonomys loriae
- Pogonomys macrourus
- Pogonomys sylvestris
- Protochromys fellowsi
- Pseudohydromys ellermani
- Pseudohydromys fuscus
- Pseudohydromys germani[6]
- Oostelijke neusmuis (Pseudohydromys murinus)
- Pseudohydromys occidentalis
- Pseudomys delicatulus
- Rattus arrogans
- Polynesische rat (Rattus exulans) (ingevoerd)
- Rattus leucopus
- Rattus mordax
- Rattus niobe
- Bruine rat (Rattus norvegicus) (ingevoerd)
- Rattus novaeguineae
- Rattus praetor
- Zwarte rat (Rattus rattus) (ingevoerd)
- Rattus sordidus
- Rattus steini
- Rattus vandeuseni
- Rattus verecundus
- Solomys ponceleti
- Solomys salebrosus
- Solomys spriggsarum
- Bergmozaïekstaartrat (Uromys anak)
- Mozaïekstaartrat (Uromys caudimaculatus)
- Uromys neobritannicus
- Xenuromys barbatus
- Onechte waterrat (Xeromys myoides)